# Kathleen Sharkey
Kathleen Sharkey  (Kingston, 30 de abril de 1990 - ) es una jugadora estadounidense de hockey sobre césped. 
Sharkey comenzó a entrenar con el equipo nacional de hockey sobre césped femenino de los Estados Unidos en 2011 mientras todavía estaba en la universidad. Después de graduarse de Princeton, Sharkey se mudó a Lancaster, Pennsylvania para continuar entrenando con el equipo nacional. Como parte del equipo estadounidense, Sharkey se reunió con sus compañeras de equipo de Princeton  Julia y Katie Reinprecht y su compañera de equipo del Seminario de Wyoming Kelsey Kolojejchick. En el verano de 2015, Sharkey se rompió el tobillo y regresó al equipo en diciembre de 2015. El 1 de julio de 2016, Sharkey fue nombrada miembro del equipo de los Estados Unidos para los Juegos Olímpicos de Verano 2016 en Río de Janeiro.
Fue abanderada de los Estados Unidos en la ceremonia de inauguración en los Juegos Panamericanos de 2019 realizados en Lima, Perú. 